# We Just Wanna Party with You
"We Just Wanna Party with You" é uma canção do produtor Jermaine Dupri juntamente com o rapper Snoop Doggy Dogg, lançada como single para a trilha sonora do filme MIB - Homens de Preto de 1997. A musica foi produzida pelo próprio Jermaine Dupri. A faixa foi a primeira colaboração entre os dois artistas, posteriormente eles trabalharam juntos em "Protectors of 1472", "Bow Wow (That's My Name)" e "Welcome to Atlanta (Coast to Coast Remix)".
"We Just Wanna Party with You" foi o primeiros single de Snoop Doggy Dogg sem o selo da gravadora  Death Row Records, e sim com o selo das gravadoras Columbia Records e Sony Records.
A canção usa samples da musica Get Down on It do grupo Kool & the Gang.

## Lista de faixas
CD Maxi Single
1. We Just Wanna Party With You (Radio Edit)
2. We Just Wanna Party With You (Album Version)
3. Escobar 97 - Nas
4. Some Cow Fonque (More Tea Vicar?) - Buckshot Lefonque

12" Vinil
A1 - We Just Wanna Party With You (Radio Edit) - Snoop Doggy Dogg feat. Jermaine Dupri - 4:32
A2 - Sah Dee Dah (Sexy Thing) - Alicia Keys - 4:12
B1 - Make You Happy - Trey Lorenz - 4:06
B2 - Some Cow Fonque (More Tea, Vicar?) - Buckshot LeFonque - 4:10

## Desempenho nas paradas
| Paradas (1997)                                 | Melhor posição |
| ---------------------------------------------- | -------------- |
| O campo songid é OBRIGATÓRIO PARA PARADA ALEMÃ | 82             |
| Austrália (ARIA)                               | 28             |
| Bélgica (Ultratop 50 de Flandres)              | 7              |
| Estados Unidos (Billboard R&B/Hip-Hop Airplay) | 58             |
| Mundo (UWC)                                    | 93             |
| Nova Zelândia (Recorded Music NZ)              | 10             |
| Reino Unido (UK Singles Chart)                 | 20             |